# 西野拓真
西野 拓真（にしの たくま、2001年11月19日 - ）は、ジャパンラグビーリーグワントヨタヴェルブリッツに所属するラグビーユニオン選手。

## プロフィール
- ポジションはプロップ(PR)。
- 身長 186 cm、体重 113 kg
- 憧れの選手は堀江翔太[1]。

## 略歴
2020年、京都成章高校卒業後、帝京大学に入る。
2024年、アーリーエントリーでトヨタヴェルブリッツに加入。